# Video for Windows
Video for Windows (VfW) ist eine Programmierschnittstelle von Microsoft Windows, die es erlaubt, Videosignale zu kodieren und dekodieren sowie von Aufnahmegeräten einzulesen. Es handelt sich dabei um die Standard-Schnittstelle für AVI.
Video for Windows wurde 1992 für Windows 3.1 eingeführt und war ursprünglich eine käuflich zu erwerbende Software zum Erstellen und Schneiden von Videos. Die Runtime-Version zum Abspielen der Videos wurde als kostenloses Add-on zur Verfügung gestellt und in den Folgeversionen von Windows standardmäßig integriert. In Version 1.0 war es sogar auf reinen 16-bit 286-Prozessoren lauffähig, ab Version 1.1 waren 32-bit 386-Prozessoren erforderlich. Dies kam dadurch zustande, dass der erste Multimedia-PC-Standard (offiziell: MPC Level 1) sehr kurzfristig doch auf 386SX-Prozessoren als Minimum geändert wurde.
Die mit Video for Windows 1.0 mitgelieferte WNDSURF.AVI-Beispieldatei ist in folgendem Format komprimiert:
- Video: CRAM 156 × 120 15,268 fps 1400 kbps [V: msvideo1, pal8, 156 × 120, 1400 kB/s]
- Audio: PCM 22050 Hz mono 176 kbps [A: pcm_u8, 22050 Hz, 1 channels, s8, 176 kB/s]

Viele neuere Mediaplayer benutzen an Stelle von VfW die DirectShow-Schnittstelle zum Abspielen von Mediendateien, da DirectShow die Mediensignale automatisch (mit Hilfe installierter Codecs, z. B. ffdshow) dekodiert. Dies ist vor allem dann von Vorteil, wenn – insbesondere neue – Codecs die (ältere) VfW-Schnittstelle nicht mehr unterstützen. Im Allgemeinen wird Video for Windows mehr und mehr von DirectShow und – auf Seiten der Aufnahme – von WDM-Treibern verdrängt.